# Lyonesse

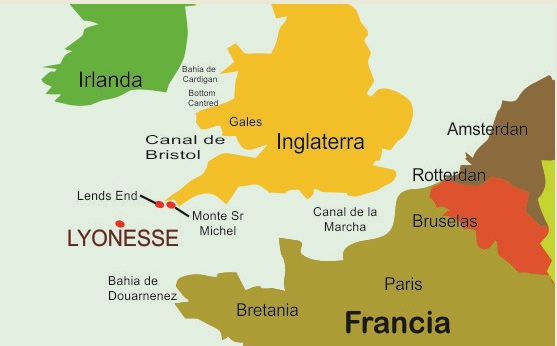
Ubicació de la ciutat perduda de Lyonesse

Lyonesse és una illa fictícia situada a l'oceà Atlàntic, enfront de les costes de Cornualla, a les Illes Scilly. Coneguda com una terra misteriosa submergida, on es trobava Camelot, en la llegenda del rei Artús.
En l'època llegendària del rei Artús, Lyonesse era una comunitat pròspera que gaudia d'un clima perfecte tot l'any; els horts donaven diverses collites a l'any, les vaques produïen una llet espessa i els ruscs desbordaven de mel.

## Característiques de la població
Els homes i dones d'aquesta terra perduda eren forts, bells, serens i nobles. Els castells dels cavallers de Lyonesse tenien una esplendor que dissimulava la seua fortalesa interna, i fins i tot la gent pobra vivia en granges enmig de jardins.
Hi havia molt de comerç i tràfic entre Anglaterra i Lyonesse, especialment des que l'illa esdevingué un lloc de repòs per a dones cansades de penes d'amor i cavallers cansats d'aventures. La terra contenia boscs, camps i 140 esglésies parroquials.
Alguns habitants de Lyonesse practicaven les arts màgiques blanques, i les arts fosques eren desconegudes a l'illa.

## Desaparició
Lyonesse fou engolida per les ones si fa no fa al mateix temps de la mort del rei Artús.
L'historiador de Cornualla William Borlase (1695-1772) assenyalà al 1753 l'existència de fileres de pedres a les aigües de Samson Flats, a les Illes Scilly, que semblaven tàpies submergides de construcció humana. En els anys 1920 se suggerí que eren antigues particions de camps, construïdes en l'edat del bronze. Els oceanògrafs, però, asseguren que per sumerguir aquells camps de conreu hagués calgut un ascens del nivell de la mar de més de 3,7 mil·límetres en els últims 3.000 anys, i aquesta dada no coincideix amb allò que se sap de les variacions d'aquest nivell a les costes britàniques. No és l'únic indici que les Illes Scilly hagen perdut terreny enfront de la mar. A la zona de marea de les Illes Saint Martin, Lite Arthur Tean, hi ha cercles de cabanes i tombes de pedra parcialment submergits, que degueren quedar coberts per la mar en temps dels romans, i en els esments dels escriptors clàssics parlen de Scilly com d'una sola illa fins al segle IV de.

## Esment de Lyonesse
L'únic esment que hi ha d'aquesta terra perduda és el de l'antiquari Richard Carew (1555-1620), historiador de Cornualla, que fou el primer a identificar aquesta terra desapareguda amb la de Lyonesse de la llegenda artúrica. Aquesta ressenya apareix en Britannia de William Camden, i després en la seua obra d'estudi Cornualla (1962), en què afirma: "Lyonesse existeix submergida a l'espai entre Land's End ('La fi del món'), extrem sud-est d'Anglaterra, i les Illes Scilly".
D'altra banda, a mig camí entre el cap de Land's End i les Illes Scilly hi ha un grup de roques anomenades les Set Pedres, que delimiten una zona coneguda com a Tregva ('habitatge'), d'on es extragueren fragments de portes i finestres de la ciutat.
En la llegenda del rei Artús, Lyonesse és la terra natal de l'heroi Tristany.